# Guarnición de Ejército Comodoro Rivadavia
La Guarnición de Ejército «Comodoro Rivadavia» (Guar Ej Comodoro Rivadavia) es una base del Ejército Argentino localizada en la provincia de Chubut.

## Historia
El Ejército Argentino creó la Agrupación Patagonia en la ciudad de Comodoro Rivadavia el 28 de febrero de 1942.
En julio de 1945, el Gobierno Militar creó la Gobernación Militar de Comodoro Rivadavia para proteger la flamante infraestructura petrolífera de la zona. La nueva división administrativa contribuyó al desarrollo de construcción de la ciudad y la base militar.

## Unidades
En sus instalaciones tienen acuartelamiento el Comando de la IX Brigada Mecanizada Coronel «Luis Jorge Fontana» y:
- el Regimiento de Infantería Mecanizado 8 «General O'Higgins»;
- la Compañía de Comunicaciones Mecanizada 9;
- la Base de Apoyo Logístico «Comodoro Rivadavia»;
- y la Sección de Aviación de Ejército 9 «Águilas Patagónicas».